# Alexej Kaledin
Alexej Maximovič Kaledin (rusky Алексей Максимович Каледин, 12. říjnajul./ 24. října 1861greg., Voroněž, Ruské impérium – 29. ledna 1918, Rostov na Donu, RSFSR) byl ruský carský generál a osobnost ruské občanské války.

## Životopis

### Mládí
Alexej Kaledin se narodil ve Voroněži. Roku 1882 studoval na Petrohradské vojenské akademii.

### Armádní kariéra
V letech 1903 - 1906 sloužil jako ředitel ve vojenské škole v Novočerkassku. V letech 1906 - 1910 sloužil Kaledin jako asistent náčelnického štábu carské armády.
Během první světové války byl velitelem 12. kavalérie a 8. armády na jihozápadní frontě. K únorové revoluci roku 1917 se zachoval odmítavě, proto byl zbaven velení armád na jihozápadní frontě.
Téhož roku se stal Kaledin donským kozákem, a byl také s podporou Mitrofana Bogajevského ustanoven hlavou "kozácké armádní vlády", která vznikla opět po 208 letech. Kaledin také navrhl rychlé potlačení revoluce.
Dne 29. srpna 1917 byl Kaledin zatčen a poslán do Mohylevu. Na začátku říjnové revoluce viděl Kaledin příležitost rehabilitovat cara a po jeho návratu odsoudit bolševiky.
Na začátku ruské občanské války uprchl Kaledin z Mohylevu na Ukrajinu, kde bojoval proti tamnímu veliteli Rudé armády Vladimiru Antonovovi-Ovsejenkovi.  Po počátečních úspěších však byl Kaledin poražen u Rostova na Donu. Kaledin pochopil, že boj je ztracený, a 29. ledna 1918 skončil svůj život sebevraždou.